# Teucholabis (Teucholabis) miniata
Teucholabis (Teucholabis) miniata is een tweevleugelige uit de familie steltmuggen (Limoniidae). De soort komt voor in het Neotropisch gebied.